# Modena Football Club 1975-1976
Questa voce raccoglie le informazioni riguardanti il Modena Football Club nelle competizioni ufficiali della stagione 1975-1976.

## Rosa
| N. |                   | Ruolo | Calciatore           |
| -- | ----------------- | ----- | -------------------- |
|    | Italia (bandiera) | C     | Gian Franco Bellotto |
|    | Italia (bandiera) | A     | Roberto Bellinazzi   |
|    | Italia (bandiera) | C     | Giovanni Botteghi    |
|    | Italia (bandiera) | C     | Franco Colomba       |
|    | Italia (bandiera) | A     | Mauro Colombini      |
|    | Italia (bandiera) | A     | Giovanni Ferradini   |
|    | Italia (bandiera) | A     | Aldo Gravante        |
|    | Italia (bandiera) | P     | Giuliano Manfredi    |
|    | Italia (bandiera) | D     | Paolo Manunza        |

| N. |                   | Ruolo | Calciatore           |
| -- | ----------------- | ----- | -------------------- |
|    | Italia (bandiera) | D     | Vasco Marinelli      |
|    | Italia (bandiera) | D     | Gabriele Matricciani |
|    | Italia (bandiera) | D     | Antonio Matteoni     |
|    | Italia (bandiera) | D     | Giovanni Mei         |
|    | Italia (bandiera) | D     | Bruno Piaser         |
|    | Italia (bandiera) | C     | Renzo Ragonesi       |
|    | Italia (bandiera) | P     | Ugo Tani             |
|    | Italia (bandiera) | C     | Antonio Tripepi      |
|    | Italia (bandiera) | C     | Silvio Zanon         |

## Risultati

### Serie B

#### Girone di andata
| 28 settembre 1975 1ª giornata | Modena | 2 – 0 | Palermo |  |

| 5 ottobre 1975 2ª giornata | Novara | 0 – 0 | Modena |  |

| 12 ottobre 1975 3ª giornata | Modena | 0 – 0 | Piacenza |  |

| 19 ottobre 1975 4ª giornata | Modena | 1 – 0 | Sambenedettese |  |

| 26 ottobre 1975 5ª giornata | Ternana | 2 – 0 | Modena |  |

| 2 novembre 1975 6ª giornata | Modena | 1 – 0 | Catania |  |

| 9 novembre 1975 7ª giornata | Foggia | 1 – 0 | Modena |  |

| 16 novembre 1975 8ª giornata | Modena | 2 – 0 | Brindisi |  |

| 23 novembre 1975 9ª giornata | SPAL | 1 – 1 | Modena |  |

| 30 novembre 1975 10ª giornata | Modena | 1 – 0 | Avellino |  |

| 7 dicembre 1975 11ª giornata | Catanzaro | 1 – 1 | Modena |  |

| 14 dicembre 1975 12ª giornata | Modena | 0 – 0 | Reggiana |  |

| 21 dicembre 1975 13ª giornata | Atalanta | 1 – 1 | Modena |  |

| 4 gennaio 1976 14ª giornata | Modena | 1 – 2 | Brescia |  |

| 11 gennaio 1976 15ª giornata | Taranto | 1 – 1 | Modena |  |

| 18 gennaio 1976 16ª giornata | Modena | 2 – 1 | Lanerossi Vicenza |  |

| 25 gennaio 1976 17ª giornata | Pescara | 2 – 1 | Modena |  |

| 1º febbraio 1976 18ª giornata | Varese | 0 – 0 | Modena |  |

| 8 febbraio 1976 19ª giornata | Modena | 0 – 2 | Genoa |  |

#### Girone di ritorno
| 15 febbraio 1976 20ª giornata | Palermo | 1 – 0 | Modena |  |

| 22 febbraio 1976 21ª giornata | Modena | 0 – 0 | Novara |  |

| 29 febbraio 1976 22ª giornata | Piacenza | 2 – 1 | Modena |  |

| 7 marzo 1976 23ª giornata | Sambenedettese | 0 – 0 | Modena |  |

| 14 marzo 1976 24ª giornata | Modena | 2 – 4 | Ternana |  |

| 21 marzo 1976 25ª giornata | Catania | 4 – 1 | Modena |  |

| 28 marzo 1976 26ª giornata | Modena | 1 – 0 | Foggia |  |

| 4 aprile 1976 27ª giornata | Brindisi | 0 – 1 | Modena |  |

| 11 aprile 1976 28ª giornata | Modena | 0 – 1 | SPAL |  |

| 18 aprile 1976 29ª giornata | Avellino | 1 – 1 | Modena |  |

| 25 aprile 1976 30ª giornata | Modena | 1 – 0 | Catanzaro |  |

| 2 maggio 1976 31ª giornata | Reggiana | 0 – 0 | Modena |  |

| 9 maggio 1976 32ª giornata | Modena | 1 – 0 | Atalanta |  |

| 16 maggio 1976 33ª giornata | Brescia | 1 – 2 | Modena |  |

| 23 maggio 1976 34ª giornata | Modena | 1 – 0 | Taranto |  |

| 30 maggio 1976 35ª giornata | Lanerossi Vicenza | 1 – 0 | Modena |  |

| 6 giugno 1976 36ª giornata | Modena | 1 – 0 | Pescara |  |

| 13 giugno 1976 37ª giornata | Modena | 2 – 2 | Varese |  |

| 20 giugno 1976 38ª giornata | Genoa | 3 – 0 | Modena |  |

## Statistiche

### Statistiche di squadra
| Competizione | Punti | In casa | In casa | In casa | In casa | In casa | In casa | In trasferta | In trasferta | In trasferta | In trasferta | In trasferta | In trasferta | Totale | Totale | Totale | Totale | Totale | Totale | DR |
| Competizione | Punti | G       | V       | N       | P       | Gf      | Gs      | G            | V            | N            | P            | Gf           | Gs           | G      | V      | N      | P      | Gf     | Gs     | DR |
| ------------ | ----- | ------- | ------- | ------- | ------- | ------- | ------- | ------------ | ------------ | ------------ | ------------ | ------------ | ------------ | ------ | ------ | ------ | ------ | ------ | ------ | -- |
| Serie B      | 39    | 19      | 11      | 4       | 4       | 19      | 12      | 19           | 2            | 9            | 8            | 11           | 22           | 38     | 13     | 13     | 12     | 30     | 34     | -4 |
| Coppa Italia | 2     | 2       | 1       | 0       | 1       | 3       | 3       | 2            | 0            | 0            | 2            | 0            | 5            | 4      | 1      | 0      | 3      | 3      | 8      | -5 |
| Totale       |       | 21      | 12      | 4       | 5       | 22      | 15      | 21           | 2            | 9            | 10           | 11           | 27           | 42     | 14     | 13     | 15     | 33     | 42     | -9 |

### Statistiche dei giocatori
| Giocatore      | Serie B  | Serie B | Serie B     | Serie B    | Coppa Italia | Coppa Italia | Coppa Italia | Coppa Italia | Totale   | Totale | Totale      | Totale     |
| Giocatore      | Presenze | Reti    | Ammonizioni | Espulsioni | Presenze     | Reti         | Ammonizioni  | Espulsioni   | Presenze | Reti   | Ammonizioni | Espulsioni |
| -------------- | -------- | ------- | ----------- | ---------- | ------------ | ------------ | ------------ | ------------ | -------- | ------ | ----------- | ---------- |
| G. Bellotto    | 35       | 4       | ?           | ?          | ?            | ?            | ?            | ?            | 35+      | 4+     | ?           | ?          |
| R. Bellinazzi  | 35       | 13      | ?           | ?          | ?            | ?            | ?            | ?            | 35+      | 13+    | ?           | ?          |
| G. Botteghi    | 20       | 0       | ?           | ?          | ?            | ?            | ?            | ?            | 20+      | 0+     | ?           | ?          |
| F. Colomba     | 28       | 1       | ?           | ?          | ?            | ?            | ?            | ?            | 28+      | 1+     | ?           | ?          |
| M. Colombini   | 28       | 2       | ?           | ?          | ?            | ?            | ?            | ?            | 28+      | 2+     | ?           | ?          |
| G. Ferradini   | 28       | 3       | ?           | ?          | ?            | ?            | ?            | ?            | 28+      | 3+     | ?           | ?          |
| A. Gravante    | 15       | 3       | ?           | ?          | ?            | ?            | ?            | ?            | 15+      | 3+     | ?           | ?          |
| G. Manfredi    | 8        | -10     | ?           | ?          | ?            | ?            | ?            | ?            | 8+       | -10+   | ?           | ?          |
| P. Manunza     | 20       | 1       | ?           | ?          | ?            | ?            | ?            | ?            | 20+      | 1+     | ?           | ?          |
| V. Marinelli   | 6        | 0       | ?           | ?          | ?            | ?            | ?            | ?            | 6+       | 0+     | ?           | ?          |
| G. Matricciani | 26       | 1       | ?           | ?          | ?            | ?            | ?            | ?            | 26+      | 1+     | ?           | ?          |
| A. Matteoni    | 35       | 0       | ?           | ?          | ?            | ?            | ?            | ?            | 35+      | 0+     | ?           | ?          |
| G. Mei         | 37       | 1       | ?           | ?          | ?            | ?            | ?            | ?            | 37+      | 1+     | ?           | ?          |
| B. Piaser      | 32       | 0       | ?           | ?          | ?            | ?            | ?            | ?            | 32+      | 0+     | ?           | ?          |
| R. Ragonesi    | 27       | 0       | ?           | ?          | ?            | ?            | ?            | ?            | 27+      | 0+     | ?           | ?          |
| U. Tani        | 30       | -24     | ?           | ?          | ?            | ?            | ?            | ?            | 30+      | -24+   | ?           | ?          |
| A. Tripepi     | 4        | 0       | ?           | ?          | ?            | ?            | ?            | ?            | 4+       | 0+     | ?           | ?          |
| S. Zanon       | 32       | 0       | ?           | ?          | ?            | ?            | ?            | ?            | 32+      | 0+     | ?           | ?          |